# Esche
Esche község Németországban, Alsó-Szászországban, Bentheim-Grafschaft járásban. Lakosainak száma 593 fő (2023. december 31.).